# Cá sấu đầm lầy
Cá sấu đầm lầy hay Cá sấu Ba Tư, tên khoa học Crocodylus palustris, là một loài cá sấu được tìm thấy ở ở tiểu lục địa Ấn Độ và các quốc gia xung quanh. Nó là một trong ba loài cá sấu được tìm thấy ở Ấn Độ, hai loài kia là cá sấu Ấn Độ và cá sấu cửa sông.
Mẫu lớn nhất ở bảo tàng Anh dài 3,7 m (12 ft), nhưng người ta cho rằng có các cá thể lớn hơn. Trung bình con cái dài 2,45 m (8,0 ft) và con đực dài 3,05 m (10,0 ft). Con đã già có thể lớn hơn, dài đến 4–5 m (13–16 ft) và nặng hơn 450 kg (1000 lbs). Dù các cá thể vượt chiều dài 4,3 m (14 ft) cực hiếm, con dài nhất ghi nhận được dài 5,2 m (17 ft).

## Phân bố
Cá sấu đầm lầy có thể được tìm thấy tại Ấn Độ, Bangladesh, Sri Lanka, Pakistan, Nepal, mũi phía nam của Iran, và có lẽ trong Đông Dương và tại một thời điểm, ngay cả trong phía nam Iraq. Cá sấu đầm lầy là loài cá sấu duy nhất được tìm thấy ở Iran và Pakistan. Cá sấu này là phổ biến nhất và phổ biến rộng rãi nhất trong ba loài cá sấu ở Ấn Độ, số lượng đông đảo lớn hơn nhiều cá sấu cửa sông ở Ấn Độ (và nhiều khả năng trong các nước láng giềng).

## Chế độ ăn
Chúng ăn cá, các loài bò sát khác và động vật có vú nhỏ như khỉ. Trên thực tế, những loài động vật có xương sống đến uống nước ở bờ nước có thể là con mồi của chúng, có thể bị chúng tóm được và kéo xuống nước và dìm chết. Con lớn đôi khi săn động vật có vú lớn như hươu nai, bao gồm nai nặng 225 kg và trâu nặng đến 450 kg. Ban đêm chúng có thể săn mồi trên mặt đất, nằm phục kích ở gần đường mòn trong rừng 